# 赵俊 (少将)
赵俊（1914年9月16日—1994年11月16日），男，安徽六安人，中国人民解放军将领、中国人民解放军开国少将。曾任中国人民解放军浙江军区参谋长，江苏省军区司令员。
1955年，授予中国人民解放军少将。